# Pelicinus lachivala
Espèce
Pelicinus lachivala est une espèce d'araignées aranéomorphes de la famille des Oonopidae.

## Distribution
Cette espèce est endémique d'Uttarakhand en Inde,.

## Description
La femelle holotype mesure 2,08 mm.

## Étymologie
Son nom d'espèce lui a été donné en référence au lieu de sa découverte, la forêt Lachivala.

## Publication originale
- Platnick, Dupérré, Ott, Baehr & Kranz-Baltensperger, 2012 : The Goblin Spider Genus Pelicinus (Araneae, Oonopidae), Part 1. American Museum Novitates, no 3741, p. 1-43 (texte intégral).